# Brock Lesnar
Brock Edward Lesnar, född 12 juli 1977 i Webster, South Dakota, är en amerikansk fribrottare och före detta Mixed martial arts-utövare. Lesnar har även 440 vinster, 5 förluster i collegebrottning med flera stora titlar. 

## Biografi

### Amatörbrottning
Lesnar började brottas vid fem års ålder, i 7:e årskursen brottades han i sextiokilosklassen och i 12:e årskursen som tungviktare. 
Som sjuttonåring sökte han värvning i nationalgardet och kom till Fort Leonardwood i Missouri en tid innan high school. Efter high school började han på Bismarck State College i North Dakota. Som andraårsstuderande blev han upptäckt av huvudtränaren och den assisterande tränaren från University of Minnesota och flyttade till Minneapolis. Han hade dock för få kurspoäng för att kunna förflyttas från Bismarck State till University of Minnesota, så han hamnade på Lasson Community College i Susanville, Kalifornien. Efter sommaren i Kalifornien återvände han till Bismarck för att där få ihop de sista kurspoängen som fattades, men Bismarck hade inte längre ett brottningsprogram så han fick dagligen åka till University of Mary för att träna med deras lag. 
I NCAA National Championship kom han till final, en match som slutade jämnt och gick på övertid. Först i den andra övertiden vann han matchen. 

### Fribrottning
Brock Lesnar gjorde kometkarriär i WWE där han snabbt blev tidernas yngsta WWE Champion (25 år) genom att besegra The Rock under Summerslam 2002. Han lämnade WWE år 2004 för att börja med NFL som dock inte gick som planerat. Brock började sedan åter med fribrottningen i Japan 2005 där hans enorma styrka och smidighet gjorde honom till Champion relativt fort.
2006 blev han fråntagen titeln eftersom Lesnar då lämnade den japanska brottningen. 

### MMA-karriär
Lesnar gick sin första professionella MMA-match den 2 juni 2007 på den första K1-galan i USA i Los Angeles. Han besegrade silvermedaljören i judo från Atlanta-OS 1996, Min Soo Kim. Sydkoreanen var chanslös mot Lesnars nedtagning och var tvungen att ge upp efter 1.09 av 1:a ronden på grund av slag.
Den 2 februari 2008 debuterade Lesnar i Ultimate Fighting Championship (UFC) på UFC 81 då han mötte före detta tungviktsmästaren Frank Mir. Efter att Lesnar tagit ner Mir ett par gånger och fått ett poängavdrag för att han slagit Mir i bakhuvudet lyckades Mir koppla ett knälås. Lesnar förlorade därmed på submission 1:30 in i den första ronden.
Nästa match för Brock Lesnar skulle ha varit mot Mark Coleman, men Coleman skadades under träning och tvingades ställa in. Lesnar mötte istället amerikanen Heath Herring som han besegrade via ett enhälligt domarbeslut. Den 15 november 2008 gick Lesnar upp i en titelmatch mot den regerande tungviktsmästaren Randy Couture och efter en jämn första rond vann Lesnar matchen i rond 2 på knockout och blev därmed tungviktsmästare efter blott 4 matcher inom MMA. 
Lesnar försvarade sitt bälte för första gången då han besegrade Frank Mir under UFC 100 den 11 juli 2009.
Lesnar försvarade sitt bälte för andra gången då han besegrade Shane Carwin på submission under UFC 116 den 3 juli 2010. Den 23 oktober 2010 förlorade Lesnar mot Cain Velasquez genom teknisk knockout och förlorade därmed mästartiteln. Under UFC 141 den 30 december 2011 förlorade Lesnar mot Alistair Overeem och meddelade därefter att hans karriär inom MMA var över.
Den 9 juli 2016 återvänder Brock Lesnar till UFC för att möta Mark Hunt i UFC 200, där han vinner på poäng efter 3 ronder.

### Tillbaka till fribrottning
2 april 2012 återvände Brock Lesnar till WWE. Han gjorde sin finisher F5 på John Cena, vilket har gått vidare. Den 29 april skulle de mötas i en Pay-per-view (PPV), i en Extreme Rules match vilket innebär att man får göra vad som helst. Men John Cena vann.
Den 6 april 2014 i WrestleMania 30 gjorde Brock sensation med att vinna Undertaker som till den stunden hade en WrestleMania vinstserie på 21–0. Och publiken bestående av över 75 260 personer svarade med en talande tystnad till detta chockerande utfall. 

## Tävlingsfacit
| Resultat | Facit | Motståndare      | Metod                           | Event                         | Datum            | Rond | Tid  | Plats                  | Noteringar |
| NC       | 5-3-1 | Mark Hunt        | Ändrad till No Contest.         | UFC 200: Tate vs Nunes        | 9 juli 2016      | 3    | 5:00 | Las Vegas, Nevada, USA | Återvänder till UFC |
| Förlust  | 5-3   | Alistair Overeem | TKO (Spark mot levern och slag) | UFC 141: Lesnar vs. Overeem   | 30 december 2011 | 1    | 2:26 | Las Vegas, Nevada USA  | Pension från MMA |
| Förlust  | 5–2   | Cain Velasquez   | TKO (slag)                      | UFC 121: Lesnar vs. Velasquez | 23 oktober 2010  | 1    | 4:12 | Anaheim, USA           | Förlorade UFC:s tungviktstitel.                                                                                             |
| Vinst    | 5–1   | Shane Carwin     | Submission (Arm Triangle Choke) | UFC 116: Lesnar vs. Carwin    | 3 juli 2010      | 2    | 2:19 | Las Vegas, USA         | Försvarade UFC:s tungviktstitel och blev obestridd mästare efter att ha besegrat interim-mästaren. Submission of the Night. |
| Vinst    | 4–1   | Frank Mir        | TKO (slag)                      | UFC 100                       | 11 juli 2009     | 2    | 1:48 | Las Vegas, USA         | Försvarade UFC:s tungviktstitel och blev obestridd mästare efter att ha besegrat interim-mästaren.                          |
| Vinst    | 3–1   | Randy Couture    | TKO (slag)                      | UFC 91: Couture vs. Lesnar    | 15 november 2008 | 2    | 3:07 | Las Vegas, USA         | Blev UFC:s tungviktsmästare.                                                                                                |
| Vinst    | 2–1   | Heath Herring    | Domslut (enhälligt)             | UFC 87: Seek and Destroy      | 0 augusti 2008   | 3    | 5:00 | Minneapolis, USA       | |
| Förlust  | 1–1   | Frank Mir        | Submission (Kneebar)            | UFC 81: Breaking Point        | 2 februari 2008  | 1    | 1:30 | Las Vegas, USA         | UFC-debut. |
| Vinst    | 1–0   | Min Soo Kim      | Submission (slag)               | Dynamite!! USA                | 2 juni 2007      | 1    | 1:09 | Los Angeles, USA       | |